# Maquira guianensis
Maquira guianensis là một loài thực vật có hoa trong họ Moraceae. Loài này được Aubl. mô tả khoa học đầu tiên năm 1775.